# پارک المپیک تیرانا
پارک المپیک تیرانا (به آلبانیایی: Parku Olimpik i Tiranës) یک ورزشگاه چندمنظوره است که در تیرانا، آلبانی واقع‌ شده‌است.
این ورزشگاه در ۴ ژوئن ۲۰۱۷ با مسابقه‌ای میان بازیکنان سابق تیم ملی بسکتبال آلبانی و کوزوو افتتاح شد. نخست وزیر آلبانی، ادی راما در هنگام برگزاری این مسابقه در ورزشگاه تیرانا شرکت داشت.